# Pygmaeascincus
Pygmaeascincus is een geslacht van hagedissen uit de familie skinken (Scincidae).

## Naam en indeling
De wetenschappelijke naam van de groep werd voor het eerst voorgesteld door Patrick J. Couper en Conrad J. Hoskin in 2014. De wetenschappelijke geslachtsnaam Pygmaeascincus betekent vrij vertaald 'dwergskinken'; Pygmaea betekent 'dwerg' en scincus betekent 'skink'. Deze naam slaat op de geringe lichaamslengte van de verschillende soorten.
De soorten behoorden eerder tot het geslacht Menetia, maar werden in 2014 door Couper en Hoskin afgesplitst op basis van nieuwe inzichten. De soorten uit het geslacht Pygmaeascincus hebben kleine prefrontaalschubben, terwijl deze bij de soorten uit het geslacht Menetia juist relatief groot zijn. De interparitaalschubben zijn bij Pygmaeascincus samengesmolten tot een enkel geheel waar ze bij Menetia uit meerdere schubben bestaan. Een ander verschil is dat de mannetjes van de soorten uit het geslacht Pygmaeascincus een rode keel krijgen in de paartijd, en die van Menetia niet.

## Uiterlijke kenmerken
De soorten blijven met een lichaamslengte tot 3 centimeter exclusief staart relatief klein en behoren tot de kleinste skinken ter wereld. De staart is langer dan het lichaam. De poten zijn vrij kort en staan ver uit elkaar. De voorpoten dragen vier vingers en aan de achterpoten zijn vijf tenen gelegen.
Op de kop zijn zowel de frontoparietaalschubben als de interparietaalschubben samengesmolten tot een enkele schub. De oogleden zijn vergroeid en onbeweeglijk, ze zijn doorzichtig en vormen een soort permanente bril. Hierdoor worden de ogen beschermd tegen vuil en tevens wordt waterverlies gereduceerd.

## Verspreiding en habitat
Alle soorten komen endemisch voor in Australië, en alleen in de staat Queensland. De soort Pygmaeascincus sadlieri is alleen gevonden op Magnetic Island.
De habitat bestaat uit begroeide gebieden met een rotsachtige ondergrond en woekerende planten zodat een dichte begroeiing ontstaat. De dieren schuilen onder stenen of in de strooisellaag. De vrouwtjes zetten eieren af op de bodem.
Door de internationale natuurbeschermingsorganisatie IUCN is aan alle soorten de beschermingsstatus 'veilig' (Least Concern of LC) toegewezen.

## Soorten
Het geslacht omvat de volgende soorten, met de auteur en het verspreidingsgebied.
| Naam                      | Auteur       | Verspreidingsgebied                      |
| ------------------------- | ------------ | ---------------------------------------- |
| Pygmaeascincus koshlandae | Greer, 1991  | Australië (Queensland)                   |
| Pygmaeascincus sadlieri   | Greer, 1991  | Australië (Queensland (Magnetic Island)) |
| Pygmaeascincus timlowi    | Ingram, 1977 | Australië (Queensland)                   |